# 粉红天竺鲷
粉红天竺鲷（学名：Apogon erythrinus）为輻鰭魚綱鈎頭魚目天竺鲷科天竺鯛屬的一種。

## 分布
本魚分布于中東太平洋區，包括關島、中途島、夏威夷群島、強斯頓環礁等海域。该物种的模式产地在夏威夷群岛。

## 深度
水深1至48公尺。

## 特徵
本魚體延長而側扁，眼大，口大略下位，頜齒細小，鋤骨和腭骨具齒，舌上無齒，鰓蓋骨後緣棘不發達，體被弱櫛鱗，魚體透明呈粉紅色，側線明顯，尾鰭叉形，背鰭硬棘7枚；背鰭軟條8至9枚；臀鰭硬棘2枚；臀鰭軟條8枚，體長可達4公分。

## 生態
本魚棲息於珊瑚礁或岩礁淺水域，白天躲藏於岩架下或岩洞中，夜間出來覓食，屬肉食性，以多毛類及其他小型無脊椎動物為食。繁殖期時，雄魚具有口孵習性，卵約7日化成仔魚，由雄魚吐出，具短暫的仔魚飄浮期。

## 經濟利用
不具經濟價值。

## 外部連結
- 粉紅天竺鯛圖片 （页面存档备份，存于）

## 扩展阅读
維基物種上的相關：粉红天竺鲷